# Чечёрка (приток Студенца)
Чечёрка — река в России, протекает по Спасскому району Пензенской области. Правый приток реки Студенец.

## География
Река Чечёрка берёт начало у села Дерябкино. Течёт на север по открытой местности. Устье реки находится у города Спасска в 7,6 км по правому берегу реки Студенец. Длина реки составляет 12 км.
В 600 м к юго-востоку от города Спасска на реке образован пруд площадью 42,5 га. Там водятся карп, карась серебряный, щука, плотва.

## Данные водного реестра
По данным государственного водного реестра России относится к Окскому бассейновому округу, водохозяйственный участок реки — Мокша от водомерного поста города Темников и до устья, без реки Цна, речной подбассейн реки — Мокша. Речной бассейн реки — Ока.
Код объекта в государственном водном реестре — 09010200412110000028463.